# Alpi della Vanoise e del Grand Arc
Le Alpi della Vanoise e del Grand Arc (dette anche Alpi Graie occidentali oppure, in forma più breve Alpi della Vanoise) sono una sottosezione delle Alpi Graie, prendendo il nome dalla Vanoise, località francese e dalla montagna Grand Arc. Al loro interno è posto il Parco nazionale della Vanoise.

## Definizioni
Seguendo le indicazioni della SOIUSA con Massiccio della Vanoise si intendono, secondo la definizione più ristretta, le montagne a sud del Colle della Vanoise. In tal modo con Alpi della Vanoise e del Grand Arc (magari semplificando con Alpi della Vanoise) si intende quanto con altre definizioni si attribuisce al Massiccio della Vanoise.

## Geografia
Confinano:
- a nord con le Alpi del Beaufortain (nella stessa sezione alpina) e separate dal corso del fiume Isère;
- a nord-est con le Alpi della Grande Sassière e del Rutor (nella stessa sezione alpina) e separate dal fiume Isère;
- ad est con le Alpi di Lanzo e dell'Alta Moriana (nella stessa sezione alpina) e separate dal colle dell'Iseran;
- a sud con le Alpi del Moncenisio (nelle Alpi Cozie) e separate dal fiume Arc;
- a sud-ovest con le Alpi delle Grandes Rousses e delle Aiguilles d'Arves e con la Catena di Belledonne (nelle Alpi del Delfinato) e separate dal fiume Arc;
- ad est con le Prealpi dei Bauges (nelle Prealpi di Savoia) e separate dal fiume Isère.

Ruotando in senso orario i limiti geografici sono: Colle dell'Iseran, fiume Arc, fiume Isère, Colle dell'Iseran.

## Suddivisione

### SOIUSA
Secondo la SOIUSA le Alpi della Vanoise e del Grand Arc sono una sottosezione alpina con la seguente classificazione:
- Grande parte = Alpi Occidentali
- Grande settore = Alpi Sud-occidentali
- Sezione = Alpi Graie
- Sottosezione = Alpi della Vanoise e del Grand Arc
- Codice = I/B-7.II

Secondo la SOIUSA le Alpi della Vanoise e del Grand Arc sono suddivise in sei supergruppi, 16 gruppi e 20 sottogruppi:
- Massiccio dell'Iseran (A)
  - Catena Grand Roc Noir-Méan Martin (A.1)
    - Gruppo del Pélaou Blanc (A.1.a)
    - Gruppo del Méan Martin (A.1.b)
    - Gruppo del Grand Roc Noir (A.1.c)

  - Gruppo della Sana (A.2)
    - Nodo della Punta della Sana (A.2.a)
    - Cresta Rochers du Génépy-Grand Pré (A.2.b)
- Massiccio della Grande Casse (B)
  - Gruppo della Grande Motte (B.3)
    - Nodo della Grande Motte (B.3.a)
    - Cresta della Vallaisonnay (B.3.b)

  - Gruppo della Grande Casse (B.4)
    - Nodo della Grande Casse (B.4.a)
    - Cresta Vallonet-Grand Bec (B.4.b)

  - Gruppo di Bellecôte (B.5)
    - Nodo della Cima di Bellecôte (B.5.a)
    - Cresta Punta del Tougne-Monte Jovet (B.5.b)
- Massiccio del Monte Pourri (C)
  - Gruppo del Dôme de la Sache (C.6)
  - Gruppo del Monte Pourri (C.7)
- Massiccio della Vanoise (D)
  - Gruppo del Dôme de Chasseforêt (D.8)
    - Nodo del Mont Pelve (D.8.a)
    - Nodo del Dôme de Chasseforêt (D.8.b)

  - Gruppo Dôme de l'Arpont-Dent Parrachée (D.9)
    - Gruppo del Dôme de l'Arpont (D.9.a)
    - Gruppo della Dent Parrachée (D.9.b)
    - Cresta della Punta de l'Echelle (D.9.c)
- Massiccio Gébroulaz (E)
  - Gruppo Polset-Fruit (E.10)
    - Cresta Polset-Corneillets-Portetta (E.10.a)
    - Cresta Aiguille du Fruit-Croix de Verdon (E.10.b)

  - Gruppo dell'Aiguille de Péclet (E.11)
  - Gruppo della Punta del Bouchet (E.12)
    - Nodo della Punta del Bouchet (E.12.a)
    - Cresta Mont Bréquin-Punta della Masse (E.12.b)

  - Gruppo del Perron des Encombres (E.13)
  - Gruppo del Cheval Noir (E.14)
- Massiccio Lauzière-Grand Arc (F)
  - Gruppo della Lauzière (F.15)
  - Gruppo del Grand Arc (F.16)

### Altre suddivisioni
Tradizionalmente le Alpi Graie occidentali potevano essere suddivise:
- Massiccio della Vanoise[3]
- Massiccio del Beaufortain[4]
- Massiccio della Lauzière

## Vette

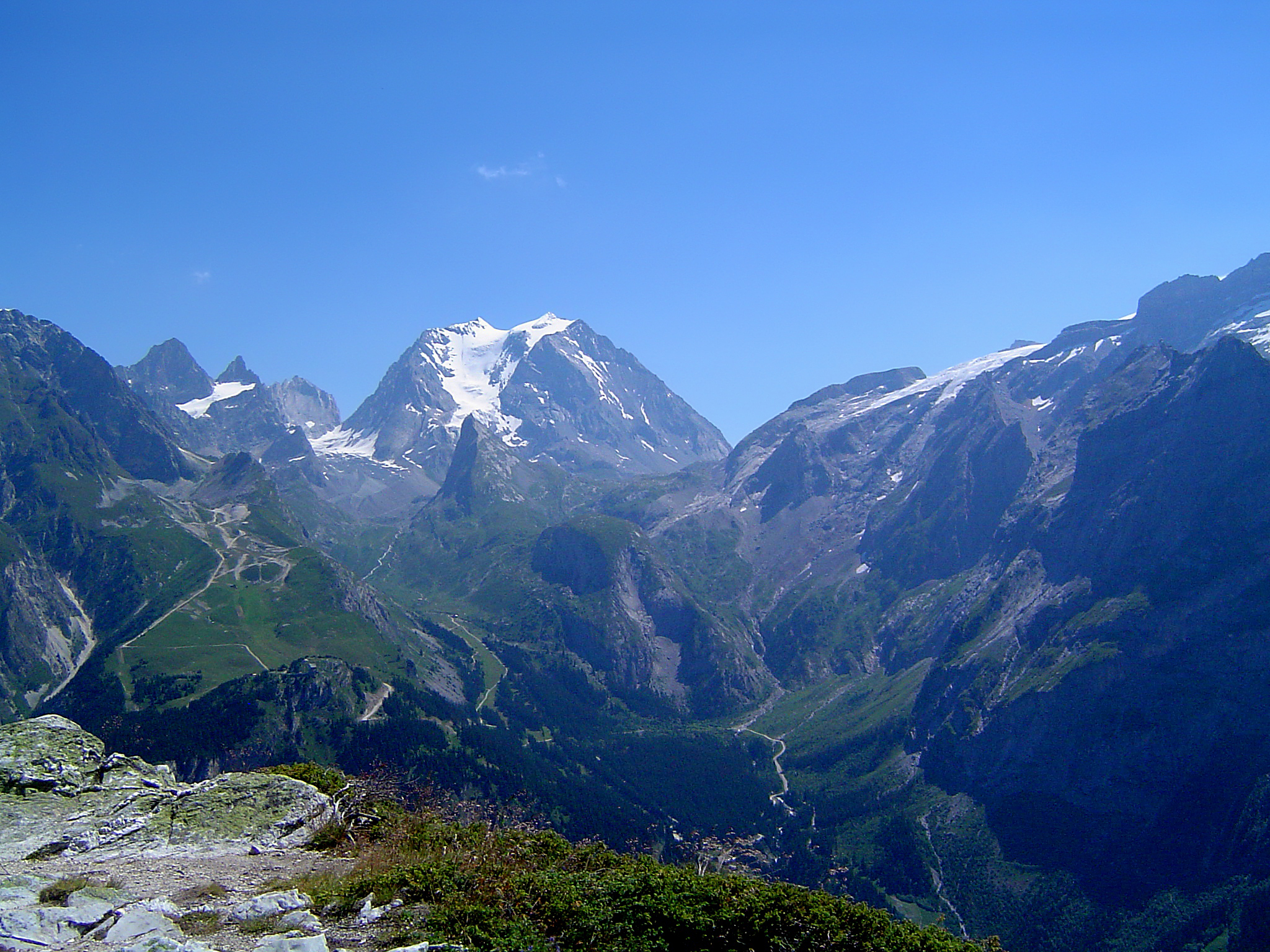
La Grande Casse, vetta più alta.

Le vette principali delle Alpi della Vanoise e del Grand Arc sono:
- Grande Casse - 3.855 m
- Mont Pourri - 3.779 m
- Dent Parrachée - 3.697 m
- Grande Motte - 3.653 m
- Monte Turia - 3.650 m
- Pointe de la Fournache - 3.639 m
- Dôme de la Sache - 3.601 m
- Dôme de l'Arpont - 3.599 m
- Dôme de Chasseforêt - 3.586 m
- Grand Roc Noir - 3.582 m
- Dôme des Nants - 3.570 m
- Aiguille de Péclet - 3.566 m
- Pointe du Génépy - 3.551 m
- Aiguille de Polset - 3.538 m
- Pointe de Labby - 3.521 m
- Monte Gébroulaz - 3.511 m
- Dôme de Polset - 3.501 m
- Pointes du Châtelard - 3.479 m
- Dôme des Platières - 3.473 m
- Roc des Saints Pères - 3.470 m
- Punta della Sana - 3.436 m
- Pointe du Bouchet - 3.420 m
- Bellecôte - 3.417 m
- Grand Bec - 3.398 m
- Pointes de la Glière - 3.386 m
- Pointe du Vallonnet - 3.372 m
- Punta di Méan Martin - 3.330 m
- Roche Chevrière - 3.282 m
- Pointe de la Réchasse - 3.223 m
- Mont Bréquin - 3.130 m
- Aiguille du Fruit - 3.051 m
- Le Cheval Noir - 2.832 m
- Grand Pic de la Lauzière - 2.829 m
- Perron des Encombres - 2.824 m
- Pointe de la Masse - 2.804 m
- Aiguille de la Vanoise - 2.796 m
- Aiguille de Bertin - 2.774 m
- Petit Mont Blanc de Pralognan - 2.685 m
- Grand Arc - 2.484 m

## Rifugi

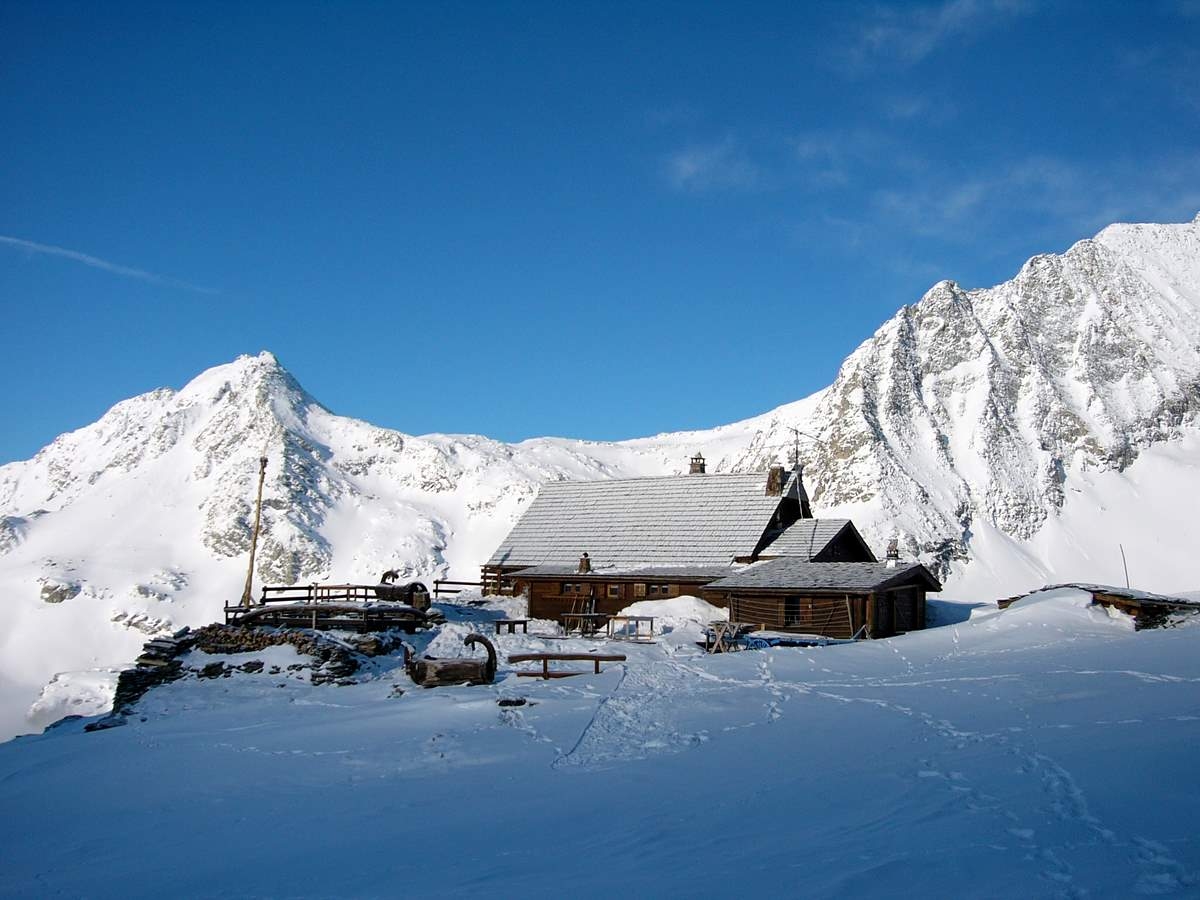
Il Refuge de la Dent Parrachée.

I principali rifugi che facilitano l'escursionismo e la salita alle vette sono:
- Refuge du Col du Palet - 2.600 m
- Refuge de La Valette - 2.590 m
- Refuge du Fond des Fours - 2.537 m
- Refuge du Col de la Vanoise - 2.515 m
- Refuge de la Dent Parrachée - 2.511 m
- Refuge de La Leisse - 2.487 m
- Refuge de Turia - 2.427 m
- Refuge des lacs Merlet - 2.417 m
- Refuge du Grand Bec - 2.405 m
- Refuge du Plan du Lac - 2.385 m
- Refuge du Mont Pourri - 2.370 m
- Refuge de la Femma - 2.360 m
- Refuge du Fond d'Aussois - 2.350 m
- Refuge du Mont Jovet - 2.350 m
- Refuge de la Fournache - 2.330 m
- Refuge de Plan Sec - 2.320 m
- Refuge de l'Arpont - 2.309 m
- Refuge de Vallonbrun - 2.272 m
- Refuge du Cuchet - 2.160 m
- Refuge de La Martin - 2.154 m
- Refuge du Saut - 2.140 m
- Refuge d'Entre Deux Eaux - 2.120 m
- Refuge du lac du Lou - 2.035 m
- Refuge des Barmettes - 2.012 m
- Refuge du Roc de la Pêche - 1.911 m
- Refuge de la Traie - 1.650 m
- Refuge de Rosuel - 1.556 m